# Hernani Maia
Hernani Maia (Rio de Janeiro, 1 de março de 1912 — Belo Horizonte, 16 de junho de 2002) foi um político brasileiro, que teve um grande papel na luta pela Reforma Agrária. Foi deputado estadual em Minas Gerais, tendo ficado conhecido por uma briga com um colega, que terminou em tiroteio.
Era filho de Maria da Conceição Maia. Em 1955 foi eleito Deputado Estadual em Minas Gerais, obtendo 6.486 votos, representando seu partido, o qual ajudou a fundar, o PTB. De acordo com a citação de Pedro Maciel Vidigal, em seu livro Ação Política: "Ali, sua única ambição estava no firme e bom propósito de bem servir o povo. E me parecia, que aos seus colegas seria impossivel a descoberta de outra, visto que ele não alimentava o desordenado apetite de conseguir posições, lograr postos, subir a mandos. Seria expor-se a crescidas invejas e a pesados trabalhos. Na verdade, também ele era como aquele pastor de fábula que não tinha na cabeça qualquer pequeno grão de ambição: qui n'a pas dans la tête un petit grain d'ambition."

## Biografia
Nasceu na cidade do Rio de Janeiro, antiga capital da República. Menino pobre, não lhe foi possível continuar os estudos primários do grupo escolar. Porém, passando a cursar a Universidade da Vida, conseguiu adquirir muitos conhecimentos. Tinha o cérebro sempre preparado para as mais interessantes observações e a curiosidade aberta para as noticias sobre valores espirituais e materiais.
A sua capacidade de observar e de analisar os acontecimentos políticos da sua época e aquela notavel aptidão para o amor apaixonado a Verdade, a Justiça, e ao Direito, o fizeram diferente de seus companheiros de trabalho.
Garçon, destacou-se no sindicato da categoria como excelente interprete dos pensamentos e dos sentimentos de seus colegas, discursando com desembaraço, fluentemente, sobre problemas cuja soluções eram de magna importância para eles todos.
Ocupando qualquer tribuna, preferia a franqueza cáustica as palavras equívocas. Com o coração na boca é que falava ao povo de tal maneira que somente se enganava com ele que quisesse ser enganado.
De ânimo firme, tomava as mais corajosas atitudes, no momento oportuno, na hora exata, em defesa do povo burlado nas esperanças e enganado nas promessas que lhe eram feitas pelos profissionais da demagogia.
Sempre preparado para a luta, a Fortaleza foi sua virtude predileta que o animava quando sofria inevitáveis provocações e o impedia de desfalecer no aspero caminho de sua laboriosa existência, as vezes atribulada por tremendas decepções.
Nunca deixou de alimentar o humaníssimo desejo de fazer explodir a carga de verdades que ele trazia na alma. Coragem para tanto não lhe faltava. Por isso, era olhado com inveja por aqueles demagogos que formavam uma súcia de malandros que não sabiam fazer coisa alguma pela felicidade do povo e tinham medo de levantar a sua voz em defesa dos direitos e da dignidade da pessoa humana de cada trabalhador. E sofria as criticas reticentes da pedanteria preguiçosa que não suportava vê-lo crescendo, graças a seus incontestáveis merecimentos.
Pensando com voz alta, falava com a máxima sinceridade nos comícios políticos e nas solenidades em que Belo Horizonte celebrava as maiores datas da nossa Historia e os grandes acontecimentos registrados em cada ano.
Certa vez, Padre Vidigal foi testemunha de um de seus triunfos oratórios, no começo dos anos 40: "Depois de demorada passeata pelas principais ruas da Capital, a multidão, formada por estudantes e professores, por empresários da industria e do comércio, por operários, pelos representantes de outras classes, estacionou diante do Palacio da Liberdade, a fim de ouvir as palavras de diversos oradores. Dentre eles o Prefeito Américo René Gianetti, o professor Alberto Deodato e o Coronel Herculano Assunção, que discursaram muito bem. Mas o melhor de todos foi um rapaz da cor dos mouros, o qual conquistou os mais calorosos aplausos. Era perito na arte de falar bem e artista dos gestos oportunos que resumiam a eficácia dinâmica de suas palavras inspiradas. Eu ainda ignorava quem ele era. O Dr. Celso Machado, que me estava ao lado, foi quem me deu o nome dele: Hernani Maia".
Conhecendo todas as técnicas de expressão, aquele jovem sabia dizer bem tudo que lhe vinha a cabeça. Vestia os pensamentos com as melhores roupas de sua modesta alfaiataria intelectual. Os seus gestos, a serviço do seu cérebro, eram o instrumento que sua inteligência usava para a perfeita movimentação das ideias.